# Česká exportní banka
Česká exportní banka, a.s. je jedna z českých bank. Byla založena roku 1995, její ústředí sídlí v Praze 1, ve Vodičkově ulici.

## Zaměření
Banku založil nepřímo stát k podpoře exportu České republiky. Svým zákazníkům poskytuje takové druhy úvěrů a služeb, které jim jiné banky nemohou nabídnout a tak jim umožňuje prosadit se na zahraničních trzích. Naprostá většina klientů jsou právnické osoby.
Základní kapitál tvořila částka 4 miliardy Kč. Dne 10. února 2016 bylo rozhodnuto o navýšení základního kapitálu na 5 miliard Kč. Většinu akcií (80 %) vlastní stát přes ministerstva, zbývajících 20 % vložila Exportní garanční a pojišťovací společnost.
V roce 2024 vláda plánuje převod akcií České exportní banky, a.s. na NRB.